# Stare Tarnowo
Stare Tarnowo – wieś w Polsce położona w województwie wielkopolskim, w powiecie kościańskim, w gminie Czempiń. Na zachód od wsi przebiega linia kolejowa Wrocław-Poznań (stacja kolejowa Iłowiec).
Używano dawniej również nazwy Tarnowa. Kilku mieszkańców między 1393 a 1400 rokiem używało przydomku z Tarnowa. Podział na Nowe Tarnowo (wieś) i Stare Tarnowo (dwór) dokonał się po rozdziale własności. W okresie Wielkiego Księstwa Poznańskiego (1815-1848) miejscowość wzmiankowana jako Tarnowo należała do wsi większych w ówczesnym pruskim powiecie Kosten rejencji poznańskiej. Tarnowo należało do okręgu czempińskiego tego powiatu i stanowiło odrębny majątek, którego właścicielem był wówczas (1846) Robert Hoffman. Według spisu urzędowego z 1837 roku Tarnowo liczyło 226 mieszkańców, którzy zamieszkiwali 20 dymów (domostw).
Pod koniec XIX wieku Stare Tarnowo liczyło 4 domostwa i 128 mieszkańców, z czego 117 deklarowało się jako katolicy, a 11 jako protestanci. Miejscowość obejmowała 359 ha gruntów, przeważnie ornych i łąk.
W latach 1975–1998 miejscowość administracyjnie należała do województwa poznańskiego.
We wsi znajduje się zabytkowy zespół folwarczny z końca XIX wieku (część budynków z początku XX wieku). Są to m.in. rządcówka, sześcioraki, stajnia i obory. W rejestrze zabytków Narodowego Instytutu Dziedzictwa te obiekty nie zostały ujęte.